# فرقاطة فئة موغامي
فرقاطة فئة موغامي (اليابانية: もがみ型護衛艦، رومنة: Mogami-gata-goei-kan)، معروفة أيضًا باسم 30FFM ، هي فرقاطة شبحية يابانية متعددة المهام تابعة لقوة الدفاع الذاتي البحرية اليابانية (JMSDF).
في عام 2015م، خصصت ميزانية الدفاع اليابانية أموالاً لدراسة بناء «مدمرة جديدة ذات هيكل مدمج مع قدرات متعددة الوظائف الإضافية»، فضلاً عن نظام رادار جديد للمدمرة.  في عام 2015م، كشفت شركة ميتسوبيشي للصناعات الثقيلة (MHI) عن النموذج التصوري الأولي للفرقاطة (30FF)، والذي كانت تقوم بتطويره بأموالها الخاصة. 
في أغسطس 2017م، اختارت وكالة الاستحواذ والتكنولوجيا والخدمات اللوجستية (ATLA) شركة ميتسوبيشي وشركة ميتسوي للهندسة وبناء السفن كمقاول رئيسي ومقاول فرعي لبناء الفرقاطة. اختارت الوكالة تصميمًا جديدًا تمامًا للسفينة (30DX)، لتحل محل المدمرتين Asagiri-class destroyers Abukuma-class destroyer escorts .وكان من المقرر في البداية بناء 22 وحدة.
بدأ بناء الفئة في عام 2019م - حيث سيتم بناء سفينتين كل عام.  تقرر بعد ذلك بناء 12 سفينة فقط.
في مارس 2024، أفيد أن الفرقاطات من فئة موغامي سيتم تجهيزها بأنظمة إطلاق عامودي اعتبارًا من السنة المالية 2024م.  تمثل فئة موغامي الدفعة الأولى من نظام الدفع المشترك بالديزل والغاز على أي سفينة تابعة لقوات الدفاع الذاتي البحرية اليابانية.
كان الهدف العام من تصميم الفرقاطة هو بناء سفينة حديثة بحجم الفرقاطة ذات قدرات مماثلة للمدمرة Akizuki-class ولكن مع عدد طاقم مخفض ونصف خلايا الإطلاق العمودي فقط. 

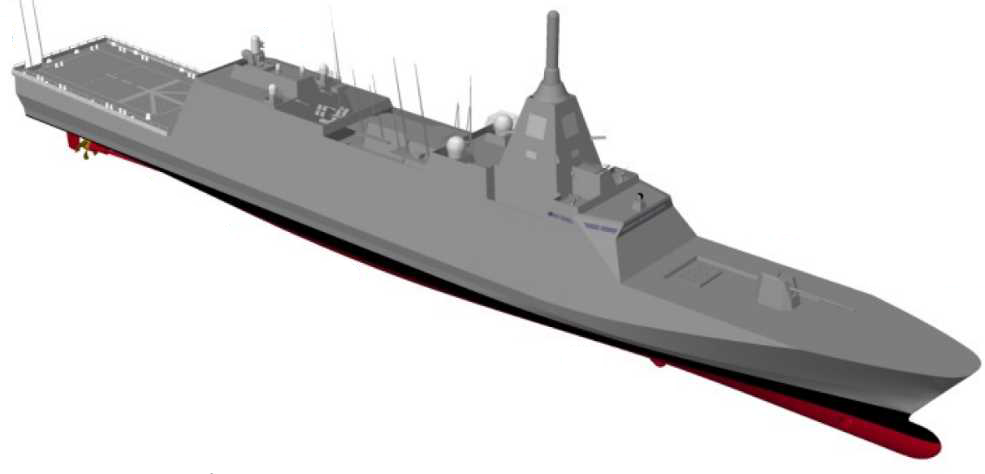
تصور ثلاثي الأبعاد للفرقاطة.